# Oročimaru
Oročimaru (jap. 大蛇丸, Orochimaru) je izmišljen lik iz mange i anime serijala Naruto, autora Masašija Kišimota. On je jedan od tri legendarna Sanina sela Lišća. Sa ambicijom da otkrije sve tajne ovog sveta, krenuo je da traži besmrtnost kako bi mogao dovoljno dugo da poživi i da ispuni svoj zadatak. Nakon što je uhvaćen u pravljenju eksperimenata na svojim sugrađanima zarad besmrtnosti, proteran je iz sela. Godinama nakon toga planira konačno uništenje Konohe kao pravi način da se osveti i pokaže kakvu je moć dobio. Nakon što ga porazi Saske Učiha, počinje da kroz Kabuta posmatra Saskea shvativši da je njegov pristup bio pogrešan. Kada ga je Saske oslobodio, stupa u borbu protiv desetorepog demona Džubija u odbranu sela priznavši svoju grešku. Po završetku rata prestaje sa vršenjem kriminalnih radnji.

## Biografija

### Detinjstvo
Imao je slično detinjstvo kao Saske, kao mali je ostao bez roditelja i porodice, bio je veoma inteligentan i sposoban dečak, još kao mali je razvio ljubav prema zmijama i počeo da ih sakuplja i neguje. Njegov učitelj Hiruzen ga je smatrao svojim omiljenim učenikom i nameravao je da ga jednog dana učini svojim naslednikom. Oročimaru je jednom prilikom kao dete posetio grob svojih roditelja i video je zmijsku kožu na grobu. Pitao je Hiruzena šta je to, a on mu je odgovorio da to znači bogatstvo i moć, od tog trenutka počeo je da gaji osećanja prema moći i slavi.

### O njemu
U animeu, Oročimaru je prikazan kao krivac za poslednje do sada divljanje Gjukija u selu oblaka. On se ušunjao u selo, a zatim se predstavio kao Fukaijev lekar. Nateravši ga da pojede posebne gendžucu pilule za uspavljivanje, uspeo je da izvuče zver iz njega pomoću tehnike oslobađanja petoznakog pečata. Posle oslobađanja Gjukija, uspeva da prikupi deo njegovog DNK.
Nakon što je Tim Hiruzen oko rata bio raspušten, Oročimaru je počeo da radi za ANBU frakciju Koren u direktnoj službi Danza Šimure, i postaje učitelj Anko Mitaraši. Negde za vreme svog boravka u frakciji Oročimaru je sreo mladog Kabuta, pokušaće da sazna ko je zadavao misiju njegovoj starateljki Nono.
Nešto kasnije, Oročimaru predaje zahtev za titulu četvrtog Hokagea savetu sela, koju je nameravao da koristi za svoju agendu. Danzo jedini u savetu podržava Oročimaruov zahtev, dok su svi ostali članovi uključujući i Hiruzena odbili znajući za skrivenu ambiciju koja tinja u Oročimaruu. Posle ovoga, Džiraja takođe odbija titulu, koju na kraju dobija njegov učenik Minato Namikaze. Od tada, Oročimaru ostaje da boravi u Konohi i počinje sa diskretnim akcijama, kao što je krađa DNK Haširame Sendžua koji je ubruzgao u šezdesetoro dece od kojih je samo jedno preživelo. Oročimaru je imao jedno dete po imenu Micuki. Dok nije stvoren prirodno, bio je napravljen kao sintetički ljudski klon Oročimarua koji je stvoren kao deo još jednog njegovog eksperimenta, Micuki je i dalje tehnički Oročimaruov sin, pošto deli istu DNK.. Nakon što je eksperiment propao, Oročimaru ubrizgava Haširamine ćelije u Šaringan ruku Šina Učihe koju transplantuje umesto Danzove.
Nešto kasnije, na periferiji sela Magle, pronalazi Kimimaroa, kojeg prisvojava sebi zbog njegovog retkog kekei genkaija Šikocumjuakua. Zahvaljujući njemu, on je došao u pristup i upoznatost o sendžicu moćima Džugovog klana. Tada otkiva Rijučido pećinu gde je naučio sendžicu uz pomoć mudraca bele zmije. Međutim, njegovo telo nije bilo dovoljno jako pa nije uspeo da uspostavi zmijski sejdž mod. Umesto toka pokrenuo je proces kreiranja znaka kletve koji bi pomoću sendžicu Oročimaruove čakre i transformacije Džugovog klana mogao da transformiše druge osobe kao i da osigura svoj večni život. Pre nego što je dao znak kletve Kimimarou i Četvorci zvuka, Oročimaru ga je testirao na nekoliko dece i svojoj učenici Anko koja je jedina preživela eksperiment.
On je otkrio Iburi klan koji je živeo pod zemljom zainteresovan za njihovu sposobnost pretvaranja u dim. Članovi klana, zahvalni što ih je pronašao i dao im svrhu, dobrovoljno mu daju jednog živog ispitanika. Neko vreme nakon toga, slučajno je posvedočio Itačijevom šurikendžucu trenigu gde je on uz pomoć Šaringana savršeno pogodio sve mete. Zadivljen time započinje svoju životnu zainteresovanost i potragu za Šaringanom i telom Učihe. Nakon što Anko nije naučila da koristi znak kletve koji joj je dao, on gubi interes za nju, i ostavlja je bespomoćnu nakon što joj je izmenio sećanja.
Dalje, Oročimaru biva poslat na misiju u selo Kamena da prati Nono i Kabuta kako bi bio siguran da su se njih dvoje međusobno poubijali. Umesto da izvrši svoju misiju, Oročimaru odvodi Kabuta u svoje skrovište i pokazuje mu svoje ekperimente nudeći mu poziciju svoje desne ruke i glavnog špijuna, rekavši da bi bila šteta da takav talenat propadne.
Dve godine nakon Kuraminog napada na Konohu, u selu Lišća počinju da nestaju šinobiji svih rangova od genina preko džonina pa sve do ANBU crnih operativaca. U tajnoj laboratoriji, bez ičijeg znanja, Oročimaru počinje da vrši eksperiment na žrtvama u potrazi za džicuom koji će mu doneti večnu mladost i besmrtnost. Treći Hokage shvata o čemu se radi i upada u laboratoriju sa dva ANBU operativca. Oročimaru priznaje svoje zločine i govori da hoće da otkrije tajnu nindžucua. Potom koristi džicu da ubije svoje protivnike, ali Treći preživljava netaknut i teška srca ga pušta da beži u nadi da se nikada više neće sresti sa svojim učenikom.
Nakon što je napustio laboratoriju, Oročimaru započinje svoj beg iz Konohe, ali mu na put staje mladi ANBU kapetan Kakaši Hatake. Kakaši tada pravi Raikiri i kreće prema Oročimaruu ali on uspeva da ga izbegne i preseca Kakašijevu ANBU masku. Potom priziva jednu od svojih zmija ali se iznenađuje videvši da mu je Hiruzen podmetnuo papirnu bombu u njena usta koja eksplodira i staršno ga ranjava. Kakaši, tada dobija sjajnu šansu da ga zaustavi i porazi ali ostaje paralisan od straha Oročimaruovim pogledom. Nakon što je uspeo da umakne Kakašiju, Oročimaru odlazi u podzemni dom Iburi klana i ubija sve članove osim Jukimi. Međutim, ponovo ga presreće Kakaši samo ovaj put zajedno sa Jamatom, i Sanin biva prinuđen da pobegne i pređe preko granice zemlje Vatre. Pre nego što je pobegao uništava većinu svojih.

## Sposobnosti
Kao i ostali sanini sela Lišća, Oročimaru je priznat kao najjači šinobi svog vremena čije je sposobnosti pohvalio čak i Haširama Sendžu, prvi Hokage i „Bog šinobija”. Od njegove moći se strahovalo širom šinobi sveta, o čemu svedoči činjenica da ga je nakon napuštanja Akcukija, vođa Pejn smatrao pretnjom koju treba eliminisati. Nakon neuspeha da se taj zadatak ispuni, čak i Itači koji je po saninovom sopstvenom priznanju bio jači od njega, savetuje Pejna da prekine poteru za njim jer organizacija ne bi smela sebi da dopusti još mrtvih članova. Treći Hokage, Hiruzen Sarutobi, priznao je da tokom invazije na Konohu niko u selu nije dovoljno jak da mu se suprotstavi, pa čak ni on sam. Čak i bez svojih ruku, bio je u stanju da se ravnopravno bori sa Cunade i Džirajom u prvom delu, ili sa Narutom u četvororepom obliku u drugom delu. I ako je Saske Učiha uspeo da ga pobedi, svoju pobedu je pripisao činjenici da je Oročimaru bio prilično oslabljen tom prilikom.

### Taidžucu
Oročimaru je prikazao da je jako vešt u taidžucuu. Mogao je lako da prati kretanje Saskea koji je posedovao Šaringan kao i da parira Hiruzenu koji je smatran majstorom taidžucua. U svom zmijskom modu, prikazao je i odličnu brzinu dovoljnu da izbegne većinu Narutovih napada u četvororepom obliku.
Takođe, ima izuzetnu fizičku snagu s obzirom da je mogao da sruši drvo samo jednim udarcem noge, kao i da uništi veliki deo jako velikog drveta.

### Nindžucu
Njegove nindžucu tehnike svedoče o tome da je bio odličan u infiltraciji i špijunaži. Prilično je usavršio tehniku transformacije dovoljno da može nesmetano da posmatra Saskeovu i Joroijevu borbu preobražen u džonina sela Zvuka. Uz pomoć svoje tehnike kopije lica, mogao je da se predstavlja kao ćetvrti Kazekage, Rasa nedeljama prevarivši celo selo Peska kao i Rasine najbliže saradnike.
Oročimaruova najjača odbrambena tehnika je Rašomon, koju može da koristi i u njenoj unapređenoj verziji, Trostruki Rašomon. Uz pomoć ove ultimativne odbrane, uspeo je da se, prizvavši tri lavlje kapije, zaštiti čak i od napada kao što je bomba repate zveri.

### Zmijske tehnike
Oročimaru je simbol za sve vrste zmijskih tehnika, o čemu svedoči njegov ten. Može da prizove različite vrste zmija uz Rijučido pećine svih veličina. Njegova lična zmija je Manda. Uz pomoć tehnike zmije senke, Oročimaru može odmah pozvati nekoliko manjih zmija iz rukava ili usta koje bi brzo napale protivnika svojim otrovnim ujedima. Takođe, on može koristiti i jaču varijaciju ove tehnike. Uz pomoć svoje tehnike žrtvovanja zmije bliznakinje, on može uhvatiti protivnika i napraviti znak rukama tako da oboica umru u isto vreme. Oročimaru takođe, može da koristi i formaciju hiljadu zmija ispustivši više hiljada malih zmija iz svojih usta usmeravajući ih ka protivnika.
Još jedna upotreba zmija u njegovom arsenalu podrazumeva njegov Kusanagi mač. Ovaj mač Oročimaru čuva unutar zmije u svojim ustima i vadi ga kada ga koristi za borbu. Mač se može produžiti jako mnogo za napad sa velike distance, ili biti dozvan pomeranjem prstiju ili pretvaranjem u malu zmiju ako bude udaljen od Oročimarua. I ako je veoma vešt u ručnom korišćenju mača, za Oročimarua nije neobično i da njime napada ne vadeći ga iz usta. Rečeno je da mač može da proseče gotovo sve i uprkos neuspehu da prođe kroz Narutov četvororepi čakra plašt uspeo je da ga odgurne više od kilometra. Kombinujući ga sa svojom formacijom hiljadu zmija, Oročimaru je mogao da učini da iz usta više hiljada zmija napadne protivnika sa malim verzijama Kusanagija iz njih.
Njegova najjača zmijska tehnika je tehnika osam ogranaka kojom se Oročimaru pretvara u kolosalnu belu zmiju veličine Itačijevog oklopljenog Susana, sa osam glava i osam repova opisana kao „zmijski bog”.

### Tehnika prizivanja: reanimacija
Pored Tobirame Sendžua i Kabuta Jakušija, Oročimaru takođe može da koristi tehniku reanimacije. Pri svom prvom korišćenju, on je oživeo Haširamu i Tobiramu za borbu protiv svog učitelja Hiruzena. Pri ovom korišćenju, njegovi oživljeni šinobiji nisu bili moćni kao za vreme života i bili su zapečaćeni uz pomoć Hiruzenove tehnike kosača smrti zajedno sa Oročimaruovim rukama.
Ipak, u drugom delu on oslobađa svoje ruke zajedno sa dušama prva četiri Hokagea iz tela kosača, koje oživljava Četvrtog šinobi rata. Ovaj put, dodavanjem Haširaminih ćelija, njegove reanimacije dostižu snagu skoro jednaku kao za vreme života, i uspostavlja skoro apsolutnu kontrolu dovoljnu da zadrži Tobiramu, sa odlučnom voljnom i Sendžu čakrom, ali ne i Haširamu za koga je komentarisao da bi svakog časa mogao da se odupre kontroli da to želi.

### Sendžucu
Istraživajući moći Džugovog klana, kao veoma mlad, Oročimaru je naučio sendžucu u Rijučido pećini. Pokušao je da nauči i zmijski sejdž mod ali nikada nije našao dovoljno jako telo domaćina da ga podrži. Ipak, on ima dovoljno znanja da ga manifestuje, aktivira sejdž mod druge osobe ili apsorbuje svoju sendžucu čakru iz drugih kao što je učinio Kabutu.
Kako bi nadomestio ovaj nedostatak, Oročimaru umesto Sejdž moda kombinuje svoju sendžucu čakru sa supstancama Džugovog kekei genkaija za stvaranje posebnog džuindžicua poznat kao znak kletve. Sendžucu čakra ovog pečata je izuzetno jaka, što je priznao čak i Kabuto kada je apsorbovao jedan njen deo iz Anko, pored DNK tima Taka, četvorke zvuka i samog Oročimarua. Ovi pečati Oročimaruu omogućavaju da posmatra svoje potčinjene kroz njih kao i da pomoću njih bude oživljen neograničen broj puta ako za to postoje uslovi.

## Boruto (Naruto film)
Oročimaru se pojavljuje u poslednjoj sceni filma. Nakon što Boruto i Sarada pitaju Micukija ko su njegovi roditelji, on odgovara da je to Oročimaru. Na pitanje da li je on njegov otac ili majka, Micuki odgovara da to nije važno. Dok se Boruto još jednom nervirao što ne zna ko je taj Oročimaru, sanin se pojavljuje na vrhu kuće kako posmatra tri genina iz tima Konohamaru u njihovom razgovoru.

## Spoljašnje veze
- IGN Adria - Gamin Portal
- Anime News Network - Novosti iz anime sveta